# Kathryn Lasky
Kathryn Lasky (Indianapolis, 24 giugno 1944) è una scrittrice statunitense, di libri per ragazzi.

## Biografia
La Lasky è una nota scrittrice di libri per ragazzi con diverse serie come The Royal Diaries, Dear America, Guardians of Ga'Hoole e diverse altre.
Vive a Cambridge vicino a Boston e il suo ultimo libro, Guardians of Ga'Hoole Book 15: The War of the Ember è stato pubblicato nel novembre 2008. 
Nel 2010 ha pubblicato The Lone Wolf, una nuova puntata della serie Wolves of the Beyond.

## Opere

### Camp Princess
- Born to Rule
- Unicorns? Get Real!

### The Royal Diaries
- Elisabetta I Rosa dei Tudor (Elizabeth I: Red Rose of the House of Tudor, England 1544)[1]
- Mary, Queen of Scots: Queen Without a Country, France 1553
- Marie Antoinette: Princess of Versailles, Austria-France 1769
- Jahanara: Princess of Princesses, India 1627
- Kazunomiya: Prisoner of Heaven, Japan 1858

### Dear America
- Verso il nuovo mondo (Journey to the New World)[1]
- Dreams in the Golden Country
- Christmas After All
- A Time for Courage

### My Name Is America
- The Journal of Augustus Pelletier

### My America
- Hope In My Heart, Sofia's Ellis Island Diary (Book One)
- Home at Last: Sofia's Immigrant Diary (Book Two)
- An American Spring: Sofia's Immigrant Diary (Book Three)

### Portraits
- Dancing Through Fire

### Daughters of the Sea
- Book #1: Hannah (September 2009)
- Book #2: Girl in the Shadows (2010[?])
- Book #3
- Book #4

### Starbuck Family Adventures
- Il fantasma di S. Holmes (Double Trouble Squared)[1]
- Ombre nell'acqua (Shadows in the Water)[1]
- Una voce nel vento (A Voice in the Wind)[1]

### I guardiani di Ga'Hoole (Guardians of Ga'Hoole)
1. I guardiani di Ga'Hoole - La cattura  (The Capture, 2003)
2. I guardiani di Ga'Hoole - Il grande viaggio (The Journey, 2003)
3. I guardiani di Ga'Hoole - Duello mortale (The Rescue, 2004)
4. I guardiani di Ga'Hoole - L'assedio (The Siege, 2004)
5. I guardiani di Ga'Hoole - La spia (The Shattering, 2004)
6. I guardiani di Ga'Hoole - L'incendio (The Burning, 2004)
7. (EN)  Guardians of Ga'Hoole Book 7: The Hatchling (2005)
8. (EN)  Guardians of Ga'Hoole Book 8: The Outcast (2005)
9. (EN)  Guardians of Ga'Hoole Book 9: The First Collier (2006)
10. (EN)  Guardians of Ga'Hoole Book 10: The Coming of Hoole (2006)
11. (EN)  Guardians of Ga'Hoole Book 11: To Be a King(2006)
12. (EN)  Guardians of Ga'Hoole Book 12: The Golden Tree (2007)
13. (EN)  Guardians of Ga'Hoole Book 13: The River of Wind (2007)
14. (EN)  Guardians of Ga'Hoole Book 14: Exile (2008)
15. (EN)  Guardians of Ga'Hoole Book 15: The War of the Ember (2008)
16. (EN)  Guardians of Ga'Hoole Book 16: The Rise of a Legend (2013)

### Legends of Hoole: The Story of the Ga'hoole tree
1. (EN)  The First Collier (2006)
2. (EN)  The Coming of Hoole (2006)
3. (EN)  To Be a King (2006)

### Wolves of the Beyond
- Wolves of the Beyond: Lone Wolf
- Wolves of the Beyond: Shadow Wolf
- Wolves of the Beyond: Watch Wolf
- Wolves of the Beyond: Frost Wolf
- Wolves of the Beyond: Spirit Wolf

### Stand alone titles
- The Last Girls of Pompeii
- Blood Secret
- Broken Song
- Chimera (Star Split)[1]
- Testimone oculare (Alice Rose and Sam)[1]
- True North
- Beyond the Burning Time
- Memoirs of a Bookbat
- The Bone Wars
- Pageant
- Beyond the Divide
- The Night Journey

### Altro
- 3038 Staat der Klone
- John Muir: America's First Environmentalist
- Interrupted Journey: Saving Endangered Sea Turtles
- Shadows in the Dawn: The Lemurs of Madagascar
- The Most Beautiful Roof in the World
- Sugaring Time
- Days of the Dead
- Searching for Laura Ingalls
- Monarchs
- Surtsey: The Newest Place on Earth
- Dinosaur Dig
- Traces of Life
- A Baby for Max

### Libri illustrati
- Lunch Bunnies
- Show and Tell Bunnies
- Science Fair Bunnies
- Tumble Bunnies
- Lucille's Snowsuit
- Lucille Camps In
- Starring Lucille
- Pirate Bob
- Humphrey, Albert, and the Flying Machine
- Before I was Your Mother
- The Man Who Made Time Travel
- A Voice of Her Own: The Story of Phillis Wheatley, Slave Poet
- Love That Baby
- Mommy's Hands
- Porkenstein
- Born in the Breezes: The Voyages Of Joshua Slocum
- Vision of Beauty
- First Painter
- The Emperor's Old Clothes
- Sophie and Rose
- Marven of the Great North Woods
- A Brilliant Streak
- Hercules: The Man, The Myth, The Hero
- The Librarian who Measured the Earth
- She's Wearing a Dead Bird on Her Head!
- The Gates of the Wind
- Pond Year
- Cloud Eyes
- I Have an Aunt on Marlborough Street
- Sea Swan
- My Island Grandma

### Per adulti
- Il giardino che fioriva di notte (Night Gardening)[1] (scritto sotto lo pseudonimo di E.L. Swann)
- Dark Swan
- Mumbo Jumbo
- Mortal Words
- Trace Elements
- The Widow of Oz